# Osebna rast
Osebna rast temelji na izkustvu človeka kot bitja v razvoju. Ob postopnem sprejemanju samega sebe v svojih različnih razsežnostih je človek na poti svoje uresničitve poklican k stalnemu napredku in rasti.